# Cerro Largo
Cerro Largo er et af de 19 departementer i Uruguay. Departementet har et areal på 13.648 kvadratkilometer og et indbyggertal (pr. 2004) på 86.564
Canelones-departementets hovedstad er Melo.
32°22′05″S 54°10′04″V / 32.3681°S 54.1678°V